# Distrito de Bayrampaşa
Bayrampaşa es un distrito de Estambul, Turquía, situado en la parte europea de la ciudad. Tiene una población de 268.276 habitantes (2008) y una superficie de 8 km².

## Historia
Antiguamente se conocía como Sağmalcılar, hasta que en 1970 se produjo un brote de cólera, causado por la contaminación por parte de los nuevos edificios y las fábricas del sistema de suministro de agua construido durante el Imperio otomano. Este hecho llevó a mantener el distrito en cuarentena. Tras este indicente, el nombre de Sağmalcılar se relacionaba con el cólera, por lo que se decidió cambiar el nombre por el de Bayrampaşa. Actualmente, casi no quedan restos del sistema de suministro de agua otomano, construido por Mimar Sinan.

## Bayrampaşa en la actualidad
La población de Bayrampaşa está compuesta en su mayoría de inmigrantes de Rumelia y de Anatolia. Los edificios son de baja calidad; además, existen talleres y pequeñas fábricas en las calles residenciales, y grandes zonas del distrito son principalmente industriales.
Existen diferentes edificios públicos importantes: la cárcel más grande de Estambul (que ahora está vacía), dos polideportivos de gran tamaño y la estación de autobuses (que, aunque está en Bayrampaşa, se llama estación de Esenler). Bayrampaşa se encuentra en la antigua ruta entre Tracia y otras vías principales. Además, existe una línea de tren ligero que cruza el distrito.
Bayrampaşa es conocida por las alcachofas que se cultivaban en el pasado. Aunque en la actualidad ya no se cultiva, ha dado nombre a una variedad de alcachofa de Turquía. También existe una estatua con forma de la flor en el centro del distrito.

## Demografía
| Año       | 1990    | 1997    | 2000    | 2007    |
| Población | 212.670 | 240.427 | 246.692 | 272.196 |
| --------- | ------- | ------- | ------- | ------- |